# 松崎浩子
松崎 浩子 (まつざき ひろこ) は NHK報道局国際部記者。

## 経歴
2012(平成24)年04月01日 NHKに入局。
初任地 NHK 名古屋放送局を経て、報道局国際部に配属。
欧州地域を主に担当し、経済・環境・テクノロジー等を取材。